# Безчинська
Безчи́нська — тупикова вантажно-пасажирська залізнична станція Донецької дирекції Донецької залізниці.
Розташована на півдні Сніжного (місцевість РЕМівка), Сніжнянська міська рада, Донецької області на лінії Торез — Безчинська. Найближча станція Софіно-Брідська (8 км).
Заснована 1908 р. Через військову агресію Росії на сході Україні транспортне сполучення припинене.